# Parlamentswahl in Dschibuti 2013
- UMP: 55
- USN: 10

Die Parlamentswahl in Dschibuti 2013 fand am 23. Februar statt. Gewählt wurden alle 65 Mitglieder der Nationalversammlung von Dschibuti.
Die wichtigsten Oppositionsparteien Dschibutis waren in einer Wahlkoalition unter der Bezeichnung Union pour le salut national (Union für das Nationale Heil, USN) zur Wahl angetreten. Die vorangegangene Parlamentswahl 2008 war von den Oppositionsparteien noch boykottiert worden, so dass sämtliche Sitze an die Regierungskoalition Union pour la majorité présidentielle (Union für die Präsidentenmehrheit, UMP) gefallen waren.
Nach offiziellen Angaben gewann die daher seit 2003 regierende Koalition Union pour la majorité présidentielle 2013 nahezu 2/3 der zu vergebenden Sitze der Nationalversammlung. Die Koalition UMP wird von der Partei Rassemblement populaire pour le progrès dominiert, die Dschibuti seit der Unabhängigkeit 1977 regiert.
Die Opposition meldete dagegen, dass die Wahlen in der Stadt Dschibuti gefälscht seien und veröffentlichte eigene Zählungen, durch die die Sitzanzahl der Regierungspartei deutlich niedriger ausfallen würde und ihre eigene entsprechend zunehmen würde. Auch nach diesen Angaben hätte die regierende Union pour la Majorité Présidentielle allerdings eine Mehrheit der Sitze errungen.
In den Tagen nach der Wahl wurden laut dem französischen Sender RFI mindestens 40 Oppositionelle verhaftet.

## Wahlergebnisse

Ergebnisse nach Wahlkreisen

| Listen                            | Listen                                                              | Stimmen | %    | Mandate |
| --------------------------------- | ------------------------------------------------------------------- | ------- | ---- | ------- |
|                                   | Union pour la majorité présidentielle (RPP – FRUD – PPSD – UPR)     | 74.016  | 61,5 | 55      |
|                                   | Union pour le salut national (ARD – MRDD – UDJ – PDD – PND – MoDeL) | 42.897  | 35,7 | 10      |
|                                   | Centre des démocrates unifiés                                       | 3.389   | 2,8  | –       |
| Gesamt                            | Gesamt                                                              | 120.302 | 100  | 65      |
|                                   |                                                                     |         |      |         |
| Ungültige Stimmen                 | Ungültige Stimmen                                                   | 2.345   | 1,9  |         |
| Wähler                            | Wähler                                                              | 122.647 | 66,6 |         |
| Wahlberechtigte                   | Wahlberechtigte                                                     | 184.160 |      |         |
|                                   |                                                                     |         |      |         |
| Quelle: Inter-parliamentary Union |                                                                     |         |      |         |